# Hostal del Cap del Pla
L'Hostal del Cap del Pla (abans Hostal d'Isanta) és una masia situada al municipi de Lladurs a la comarca catalana del Solsonès, construïda al segle xv. És una masia tradicional, amb parets de pedra vista, arcs, dovelles i estreps. Està situada a l'extrem septentrional del Pla de Riard, al final de la recta, anomenada del cap del Pla, de la carretera LV-4241b, prop del quilòmetre 13. Es troba a uns 230 metres al nord de la masia de La Salada. Actualment és un restaurant.

## POUM
En el POUM del municipi de Lladurs, té els següents elements a protegir:
- Portal d'entrada al cobert C, arc de mig punt, amb dovelles i estreps de pedra.
- En la planta baixa de la casa, quatre finestrals d'arc de mig punt, també de pedra.
- La porta d'entrada és d'arc escarser, de pedra dovella com la resta